# Черес (пояс)

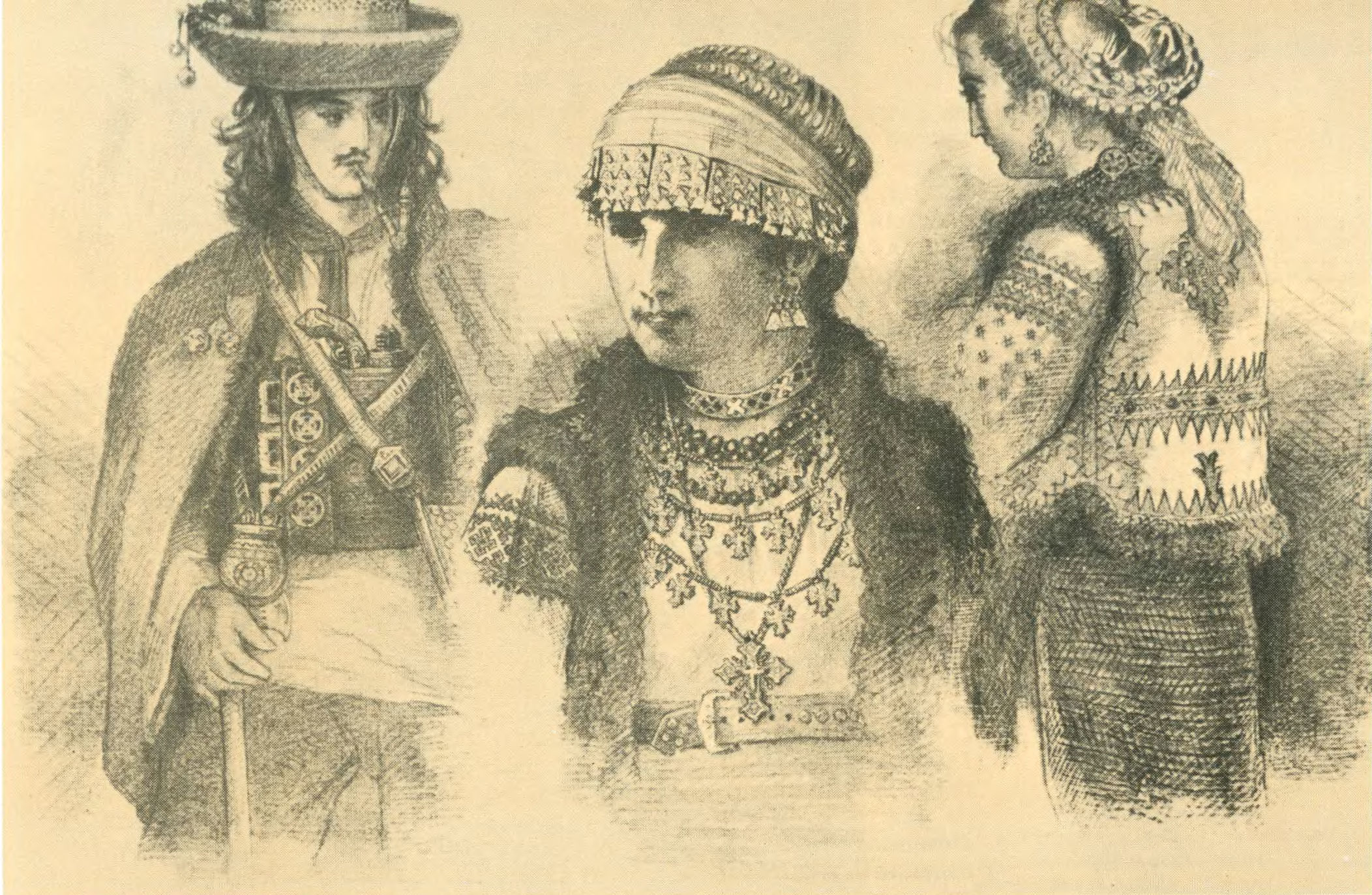
Ліворуч гуцул, вбраний у черес

Че́рес (від прасл. *čersъ < *kertso-, не зовсім ясного походження) — чоловічий шкіряний пояс. Поширений у гірських районах Карпат. Має різні розміри — від одної до шести пряжок. Оздоблюється ланцюжками з міді чи іншого металу, ґудзиками тощо. З правого боку міститься гаманець для грошей, приладдя для паління. До череса підвішується ніж та металевий топірець.